# Helwingia omeiensis
Helwingia omeiensis är en järneksväxtart som först beskrevs av Wen Pei Fang, och fick sitt nu gällande namn av Hiroshi Hara, Amp; S. Kurosawa in H. Ohashi, Fl. E. Himalaya 3 och 4 10. 1975. Helwingia omeiensis ingår i släktet Helwingia och familjen Helwingiaceae. Inga underarter finns listade i Catalogue of Life.